# Kulmbach (huyện)
Kulmbach là một huyện ở bang Bayern, Đức. Các đơn vị giáp ranh (từ phía bắc theo chiều kim đồng hồ): các huyện Kronach, Hof, Bayreuth và Lichtenfels. 

## Thị xã và đô thị
| Thị xã                                     | Đô thị | |
| ------------------------------------------ | --- | --- |
| 1. Kulmbach 2. Kupferberg 3. Stadtsteinach | 1. Grafengehaig 2. Guttenberg 3. Harsdorf 4. Himmelkron 5. Kasendorf 6. Ködnitz 7. Ludwigschorgast 8. Mainleus 9. Marktleugast 10. Marktschorgast | 1. Neudrossenfeld 2. Neuenmarkt 3. Presseck 4. Rugendorf 5. Thurnau 6. Trebgast 7. Untersteinach 8. Wirsberg 9. Wonsees |